# دی۲ (بازی ویدئویی)
دی۲ یک بازی ویدئویی در سبک ترس و بقا می‌باشد که توسط وارپ برای دریم‌کست توسعه و تولید یافته‌است. این بازی که به‌کارگردانی و نویسندگی کنجی انو می‌باشد توسط وارپ در سال ۱۹۹۹ در ژاپن منتشر و در سال ۲۰۰۰ توسط سگا منتشر شده‌است.